# ФК Раднички Клупци
ФК Раднички Клупци је фудбалски клуб из Клубаца, и тренутно се такмичи у Колубарско-мачванској зони, четвртом такмичарском нивоу српског фудбала. Клуб је основан 1948. године. Фирма Стобеx била је спонзор клуба у периоду од 2000. до 2020. године и за то време име клуба је било ФК Раднички Стобеx Клупци. За то време клуба је доживео највећи процват.  
Kлуб се у периоду од 2001-2013.године углавном такмичио у Српској лиги Запад у којој је имао успеха.  
Завршивши сезону 2008/09. на другом месту Српске лиге Запад ,Раднички Стобекс је стекао право на учешће у баражу за попуну Прве лиге Србије, тамо је за противника добио Раднички Сомбор, али ипак није успео да га победи и пласира се у виши ранг пошто је код куће изгубио са 0:1, а у реваншу одиграо 0:0.